# Liacarus granulatus
Liacarus granulatus är en kvalsterart som beskrevs av Rainer Willmann 1940. Liacarus granulatus ingår i släktet Liacarus och familjen Liacaridae. Inga underarter finns listade i Catalogue of Life.